# Щербак, Филипп Кузьмич
Фили́пп Кузьми́ч Щерба́к (укр. Пилип Кузьмич Щербак; 16 июля 1907, Новый Буг, Херсонская губерния — 13 сентября 1969, Киев) — советский украинский партийный и государственный деятель. Первый секретарь Станиславского (1949—1950, 1951—1959) и Закарпатского (1959—1962) обкомов КП(б) / КП Украины. Полковник.

## Биография
Член ВКП(б) с 1927 года. В 1951 г. окончил Курсах переподготовки при ЦК ВКП(б).
В 1928—1939 годах — на советской и хозяйственной работе в Каменец-Подольской области: секретарь исполнительного комитета районного совета, заведующий районным земельным отделом, председатель исполнительного комитета районного совета, с 1938 года — заместитель председателя Организационного комитета Президиума Верховного Совета Украинской ССР по Каменец-Подольской области.
До сентября 1939 года — первый секретарь Проскуровского городского комитета КП(б) Украины (Каменец-Подольская область), затем переведён на должность главы местного управления города Надворная Станиславской (ныне Ивано-Франковской) области.
В 1939—1941 годах — председатель исполнительного комитета Ровенского областного совета.
С августа 1941 года — уполномоченный Государственного комитета обороны СССР по производству боеприпасов. В 1943—1946 годах — член Военного Совета 7-й гвардейской армии Степного — II-го Украинского фронта. Закончил войну в звании полковника.
- 1946—1949 гг. — председатель исполнительного комитета Станиславского областного совета,
- 1949—1950 года и 1951—1959 гг. — первый секретарь Станиславского областного комитета Компартии Украины,
- 1951 г. — инспектор ЦК КП(б) Украины,
- 1959—1962 гг. — первый секретарь Закарпатского областного комитета КП Украины.

Избирался депутатом Верховного Совета СССР 1-го (1940, доизбрание 24 марта 1946; член Совета Национальностей от Украинской ССР), 4-го (1954—1958; член Совета Союза от Станиславской области) и 5-го созывов (1958—1962; член Совета Союза от Станиславской области).
Член ЦК Компартии Украины (1949—1966). Депутат Верховного Совета УССР 2—3-го созывов.

## Награды
- орден Ленина (23.01.1948);
- орден Красного Знамени (26.10.1943);
- орден Богдана Хмельницкого 2-й степени (13.09.1944);
- Орден Отечественной войны 1-й степени (28.04.1945);
- 2 ордена Трудового Красного Знамени (26.07.1957; 26.02.1958);
- медаль «За трудовую доблесть»;
- другие ордена и медали СССР[какие?].